# 長崎県道139号佐世保鹿町線
長崎県道139号佐世保鹿町線（ながさきけんどう139ごう させぼしかまちせん）は、長崎県佐世保市から北松浦郡佐々町を経由して、再び佐世保市にいたる一般県道である。

## 概要
佐世保市川下町から佐世保市鹿町町下歌ヶ浦に至る。
場所によって、さまざまな風景に出会える県道。起点の佐世保市川下町から同市棚方町までは高架になって4車線化されており、相浦港、相浦発電所を見おろすことができる。棚方町からしばらく進むと北松浦郡佐々町へ入り、国道204号の迂回路として利用できる。この区間は松浦鉄道西九州線との併走区間でもある。一部に幅員が狭い区間が存在し、交通量も多い。
北松浦郡佐々町の中心部の手前で左折して再び佐世保市に入ると、しばらく長崎県道18号佐々鹿町江迎線と重複。佐世保市小佐々町田原からは再び単独区間になる。
この区間は北松浦半島を海側に沿って走る長崎県道18号佐々鹿町江迎線の短絡線となっている。また、九十九島の絶景を展望することもできる。ただし、この区間は交通量こそ少ないものの、明星峠の前後で幅員が狭くなる所があり、急勾配や急カーブも多い。

### 路線データ
- 起点：佐世保市川下町（長崎県道11号佐世保日野松浦線交点）
- 終点：佐世保市鹿町町下歌ヶ浦（加勢交差点、長崎県道18号佐々鹿町江迎線交点）
- 総延長：16.1 km

## 路線状況

### 重複区間
- 長崎県道18号佐々鹿町江迎線（佐世保市小佐々町黒石 - 佐世保市小佐々町田原）

### 道路施設

#### 橋梁
- 朝日橋（相浦川、佐世保市）
- 相浦大橋（松浦鉄道西九州線・蛭子川、佐世保市）
- 新光橋（棚方川、佐世保市）
- 新水浦橋（新申川、佐世保市 - 北松浦郡佐々町）
- 美渡世橋（松浦鉄道西九州線・長崎県道139号佐世保鹿町線旧道、北松浦郡佐々町）
- 栄橋（木場川、北松浦郡佐々町）
- 美乃里橋（羽須川、北松浦郡佐々町）
- 田原橋（羽須川、北松浦郡佐々町）
- 沖田橋（北松浦郡佐々町）
- 見返橋（佐々川、北松浦郡佐々町 - 佐世保市）

## 地理

### 通過する自治体
- 佐世保市
- 北松浦郡佐々町
- 佐世保市

### 交差する道路
| 交差する道路                            | 交差する場所   | 交差する場所      |
| --------------------------------------- | -------------- | ----------------- |
| 長崎県道11号佐世保日野松浦線            | 川下町         | 起点              |
| 長崎県道18号佐々鹿町江迎線 重複区間起点 | 小佐々町黒石   |                   |
| 長崎県道147号臼ノ浦港線                 | 小佐々町黒石   |                   |
| 長崎県道18号佐々鹿町江迎線 重複区間終点 | 小佐々町田原   |                   |
| 長崎県道18号佐々鹿町江迎線              | 鹿町町下歌ヶ浦 | 加勢交差点 / 終点 |

### 交差する鉄道
- 松浦鉄道西九州線

### 沿線
- 長崎県立大学
- 相浦港
- 佐世保市立相浦西小学校
- 松浦鉄道西九州線
  - 相浦駅 - 棚方駅 - 真申駅 - 小浦駅
- 佐世保市立小佐々小学校

### 峠
- 明星峠（佐世保市）